# Lista de jogos mais vendidos para Xbox

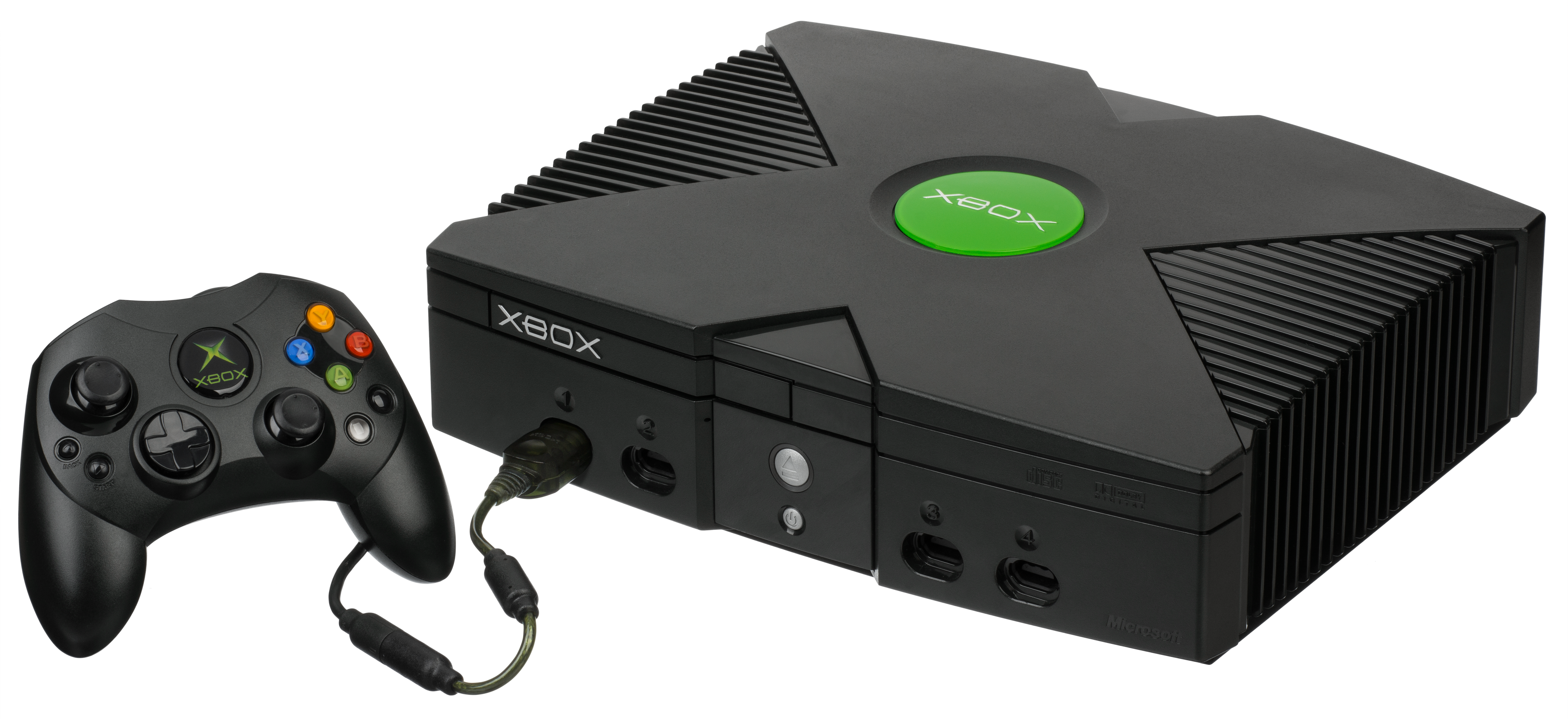
O Xbox juntamente com o seu controle

Esta é uma lista de jogos eletrônicos lançados para o primeiro Xbox que venderam pelo menos um milhão de cópias, classificados em ordem de cópias vendidas. Alguns jogos também podem ter sido lançados em plataformas diferentes do Xbox. Nesse caso, apenas os números de vendas das versões do Xbox são contados. Levando essa consideração em conta, pode-se dizer que Halo 2 foi o jogo mais vendido da história do primeiro Xbox, com 8 milhões de unidades vendidas. Seu título antecessor, Halo: Combat Evolved, é o segundo jogo mais vendido nesta plataforma, com aproximadamente 4,91 milhões unidades vendidas somente em território americano. Os outros jogos que completam o top 5 incluem Fable (3 milhões de cópias vendidas), Project Gotham Racing (2,5 milhões de cópias vendidas) e uma compilação dos jogos Grand Theft Auto III e Grand Theft Auto: Vice City, intitulada como Grand Theft Auto Double Pack (2,49 milhões de cópias vendidas).

## Lista
| Pos. | Título                                 | Vendas                                               | Lançamento | Desenvolvedora(s)       | Publicadora(s)                        |
| ---- | -------------------------------------- | ---------------------------------------------------- | ---------- | ----------------------- | ------------------------------------- |
| 1    | Halo 2                                 | 8 milhões                                            | 2004       | Bungie Studios          | Microsoft Game Studios                |
| 2    | Halo: Combat Evolved                   | 4.91 milhões (aproximado; somente nos EUA)           | 2001       | Bungie Studios          | Microsoft Game Studios                |
| 3    | Fable                                  | 3 milhões (incluindo vendas de suas versões para PC) | 2004       | Big Blue Box Studios    | Microsoft Game Studios                |
| 4    | Project Gotham Racing                  | 2,5 milhões                                          | 2001       | Bizarre Creations       | Microsoft Game Studios                |
| 5    | Grand Theft Auto Double Pack           | 2.49 milhões                                         | 2003       | Rockstar Vienna         | Rockstar Games                        |
| 6    | Star Wars: Knights of the Old Republic | 1.58 milhão                                          | 2003       | BioWare                 | LucasArts                             |
| 7    | Counter-Strike: Source                 | 1.5 milhão                                           | 2003       | Valve                   | Sierra Studios                        |
| 8    | Ninja Gaiden                           | 1.5 milhão                                           | 2004       | Team Ninja              | Tecmo                                 |
| 9    | Grand Theft Auto: San Andreas          | 1.46 milhão                                          | 2005       | Rockstar North          | Rockstar Games                        |
| 10   | Need for Speed: Underground 2          | 1.44 milhão                                          | 2004       | EA Black Box            | EA Games                              |
| 11   | Madden NFL 2005                        | 1.42 milhão                                          | 2004       | EA Tiburon              | EA Sports                             |
| 12   | Madden NFL 06                          | 1.41 milhão                                          | 2005       | EA Tiburon              | EA Sports                             |
| 13   | Call of Duty 2: Big Red One            | 1.39 milhão                                          | 2005       | Treyarch                | Activision                            |
| 14   | ESPN NFL 2K5                           | 1.38 milhão                                          | 2004       | Visual Concepts         | SEGA                                  |
| 15   | The Elder Scrolls III: Morrowind       | 1.36 milhão                                          | 2002       | Bethesda Game Studios   | Bethesda Softworks                    |
| 16   | Dead or Alive 3                        | 1.3 milhão                                           | 2001       | Team Ninja              | Tecmo Microsoft Game Studios (Europa) |
| 17   | Star Wars: Battlefront                 | 1.22 milhão                                          | 2004       | Pandemic Studios        | LucasArts                             |
| 18   | Star Wars: Battlefront II              | 1.17 milhão                                          | 2005       | Pandemic Studios        | LucasArts                             |
| 19   | Tom Clancy's Ghost Recon               | 1.13 milhão                                          | 2001       | Red Storm Entertainment | Ubi Soft                              |
| 20   | Need for Speed: Underground            | 1.1 milhão                                           | 2003       | EA Black Box            | EA Games                              |